# Sarda (race bovine)
Pour les articles homonymes, voir Sarda (homonymie).
La  sarda est une race bovine italienne.

## Origine
Elle appartient au groupe podoloque, issu de l'arrivée du bétail gris des steppes au VIe siècle avec les Ostrogoths. Dans les années 1960 des croisements avec la brune italienne ont été tentés pour améliorer la production. C'est une des races inscrite au registre anagraphique des populations bovines autochtones et groupes ethniques à diffusion limitée. En 2002, l'effectif en baisse regroupe encore 6313 vaches et 359 taureaux.

## Morphologie
La vache porte une robe aux couleurs très variées, du froment au châtain, uni, pie ou bringée. Il existe même des individus tigrés, exemple unique dans le monde bovin. Pour le taureau, la robe est unie, châtain sombre ou noir. Les muqueuses sont sombres et le mufle est auréolé d'une ligne blanche. 
C'est une race de petite taille et légère. La vache mesure 105 cm pour 250 kg et le mâle 110 cm pour 300 kg.

## Aptitudes
Elle est classée mixte, avec une tendance laitière. C'est une race très rustique:
- Elle supporte le climat chaud et sec des été méditerranéens.
- Elle transforme en lait et viande les fourrages les plus médiocres: branches, arbustes...
- Elle passe partout grâce à sa petite taille et exploite les zones montagneuses difficilement accessibles.
- Elle est la seule à pouvoir rentabiliser ses zones de pâture.